# Městská autobusová doprava v Olomouci

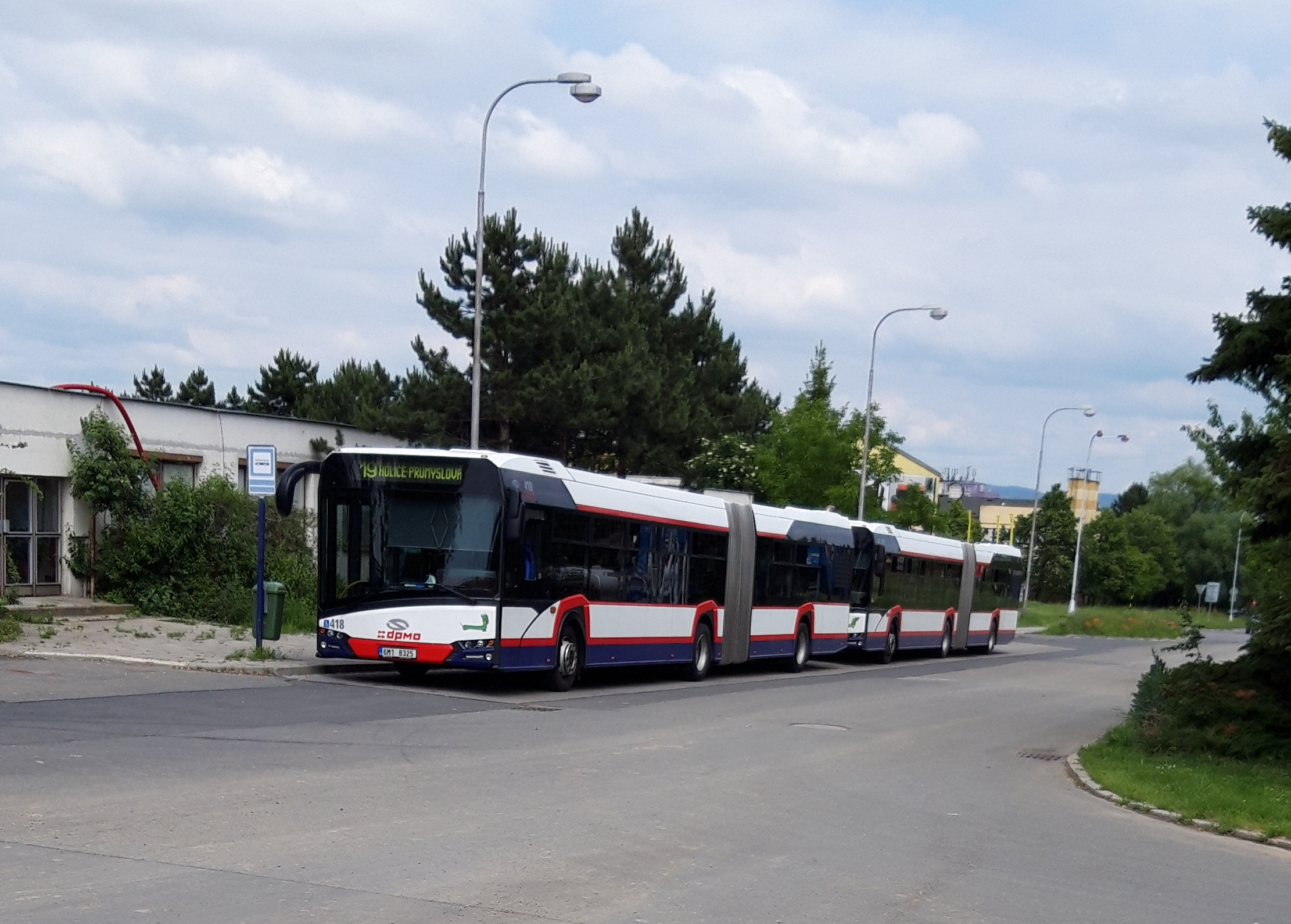
Dva Solarisy Urbino 18 IV. generace v Olomouci na zastávce Tabulový vrch

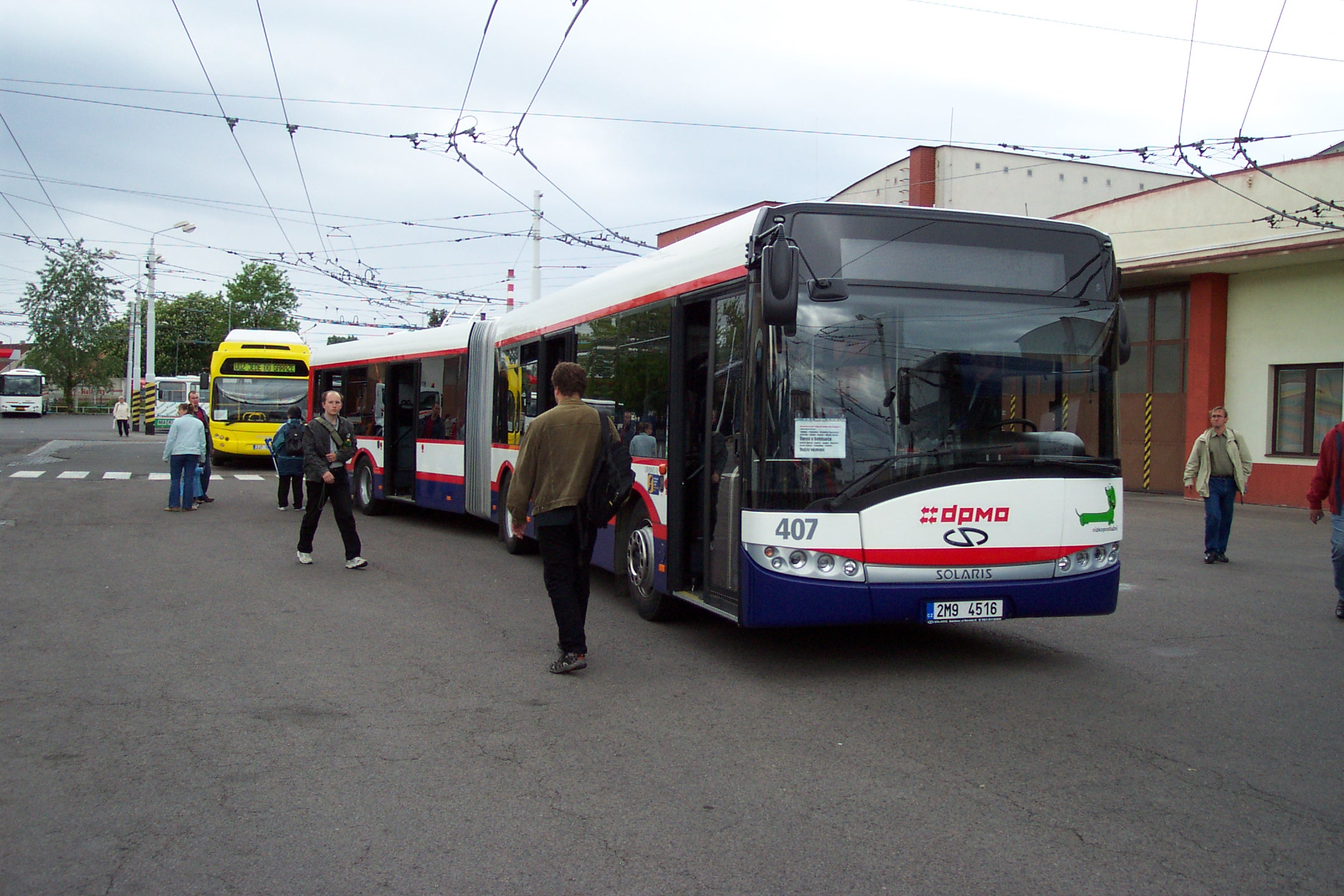
Olomoucký kloubový vůz Solaris Urbino 18 na výstavě v Pardubicích

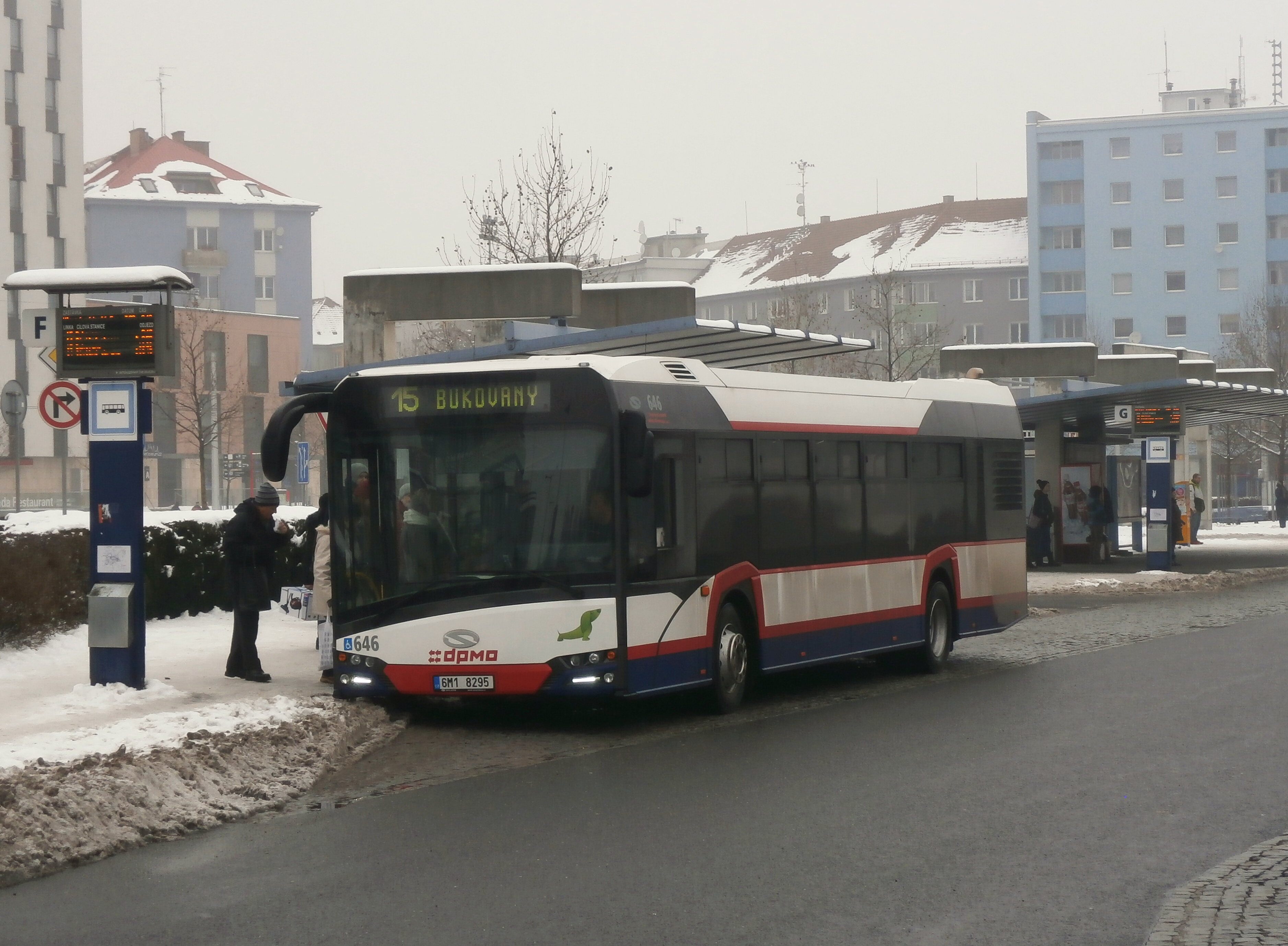
Solaris Urbino 12 v Olomouci na zastávce Hlavní nádraží

Síť linek autobusové dopravy se v Olomouci vedle tramvají podílí na zajišťování městské hromadné dopravy. Dopravní podnik města Olomouce (DPMO) provozuje celkem 25 autobusových linek (z toho 3 noční) o celkové délce 273 km, které obsluhují nejen samotné město, ale i některé okolní obce. K 31. prosinci 2023 disponoval DPMO 78 autobusovými vozy.
Příměstské autobusové linky byly do MHD v Olomouci zaintegrovány postupně od 1. ledna 1997 v rámci IDOS Olomoucka, od 3. dubna 2004 v rámci IDSOK – oblast Olomoucko. Pro olomouckou MHD mají význam především příměstské linky Arriva Morava a.s. a Vojtila Trans s.r.o. Doplňkovou linku 725 a bezplatnou nákupní linku 61 ze zastávky Náměstí Hrdinů ve dvou větvích k obchodnímu centru Olympia provozuje společnost Arriva Morava a.s. Předtím od 10. února 2014 provozoval obdobnou linku pro Olympii pod číslem 60 (895060) dopravce Mgr. Jan Žváček.

## Historie provozu
Před zahájením oficiální městské linkové dopravy provozovali městští hoteliéři již od roku 1845 vlastní omnibusy, které jezdily z centra města k relativně vzdálenému hlavnímu vlakovému nádraží.
Provoz městské autobusové dopravy v Olomouci oficiálně zahájil 7. února 1927 podnikatel Rudolf Synovec na třech linkách, označených písmeny A, B, C. Vozový park čítal celkem 4 vozy, a to typu Praga AN a Škoda 505.
Roku 1933 městskou autobusovou dopravu převzaly Elektrické podniky hlavního města Olomouce. Roku 1952 byly autobusové linky přeznačeny z písmen na čísla. Roku 1994 bylo zavedeno elektronické odbavování cestujících. 1. ledna 1997 byl zaveden Integrovaný dopravní systém Olomoucka, který představoval především přenechání obsluhy některých okrajových částí Olomouce a přilehlých obcí souběžným příměstským linkám. 3. dubna 2004 byl nahrazen Integrovaným dopravním systémem Olomouckého kraje. V rámci nového rozdělení výkonů mezi příměstskými linkami a MHD od 1. ledna 2018 začaly být linkami MHD opět obsluhovány některé městské části (např. Nedvězí).

## Vozový park
- 1959 – zakoupeny první autobusy Škoda 706 RTO
- 1969 – zakoupeny první vozy Karosa ŠM 11
- 1996 – zakoupeny 2 vozy SOR B 7,5 s plošinou pro vozíčkáře
- 2003 – 1. květen byl prvním dnem provozu nízkopodlažních autobusů Solaris Urbino 12 v Olomouci
- 2005 – v lednu byl zahájen provoz prvního kloubového nízkopodlažního autobusu Solaris Urbino 18
- 2005 – 7. června byl ukončen provoz kloubových autobusů maďarské výroby Ikarus 280
- 2009 – jako náhrada za vůz SOR B 7,5 pořízen nízkopodlažní minibus Mave CiBus ENA 3X
- 2011 – vyřazeny poslední vozy typu Karosa B 731
- 2013 – vyřazen poslední autobus Karosa B 732, služební vůz č. 754
- 2013 – zahájení provozu midibusu Solaris Alpino 8,6 a vyřazení zbylého vozu SOR B 7,5
- 2014 – 30. září byl vyřazen poslední autobus Karosa B 741, vůz č. 306
- 2016 – 22. prosince vyjely na linky první autobusy Solaris Urbino IV. generace
- 2017 – od 26. května jsou vypravovány pouze nízkopodlažní autobusy
- 2018 – od října zařazen do provozu první elektrobus SOR NS 12
- 2023 – po požáru v Lipenské ulici[3] vyřazen první autobus Solaris Urbino 12 III. generace (č. 624)

Současný vozový park se skládá z autobusů typu:
| Snímek | Typ                | Roky dodávek | Počet (k 19. 4. 2024) |
| ------ | ------------------ | ------------ | --------------------- |
|        | Solaris Urbino 12  | 2005–2022    | 51                    |
|        | Solaris Urbino 18  | 2007–2022    | 23                    |
|        | Solaris Alpino 8,6 | 2013–2017    | 2                     |
|        | SOR NS 12 electric | 2018         | 1                     |

Většina linek je obsluhována krátkými (standardními) autobusy. Linky 12, 16, 17 a 19 jsou v pracovní dny obsluhovány výhradně kloubovými autobusy Solaris Urbino 18 (mimo večerních a posilových spojů), dále se kloubové autobusy vyskytují i na lince 10.  Na linky 24, 25, 42  jsou nasazovány midibusy Solaris. Elektrobus SOR je nasazován na jedenáctý kurz linky 14, kdy jezdí jen ve špičkách pracovních dnů. vůz se v období sedla nabíjí na odstavné ploše. Vůz je vypravován i na linku 14 ve dnech pracovního klidu.
DPMO k 31. prosinci 2023 vlastnil 78 autobusů. Všechny autobusy ve vozovém parku DPMO jsou nízkopodlažní. K vyřazení posledních vysokopodlažních vozů Karosa B 961 a Karosa B 952 došlo v průběhu června 2017. V létě 2018 došlo též k vyřazení prvních devíti nízkopodlažních autobusů Solaris Urbino 12. První vůz Solaris Urbino 12 III. generace byl vyřazen z provozu po požáru v ulici Lipenské v prosinci roku 2023.

## Odstavná plocha

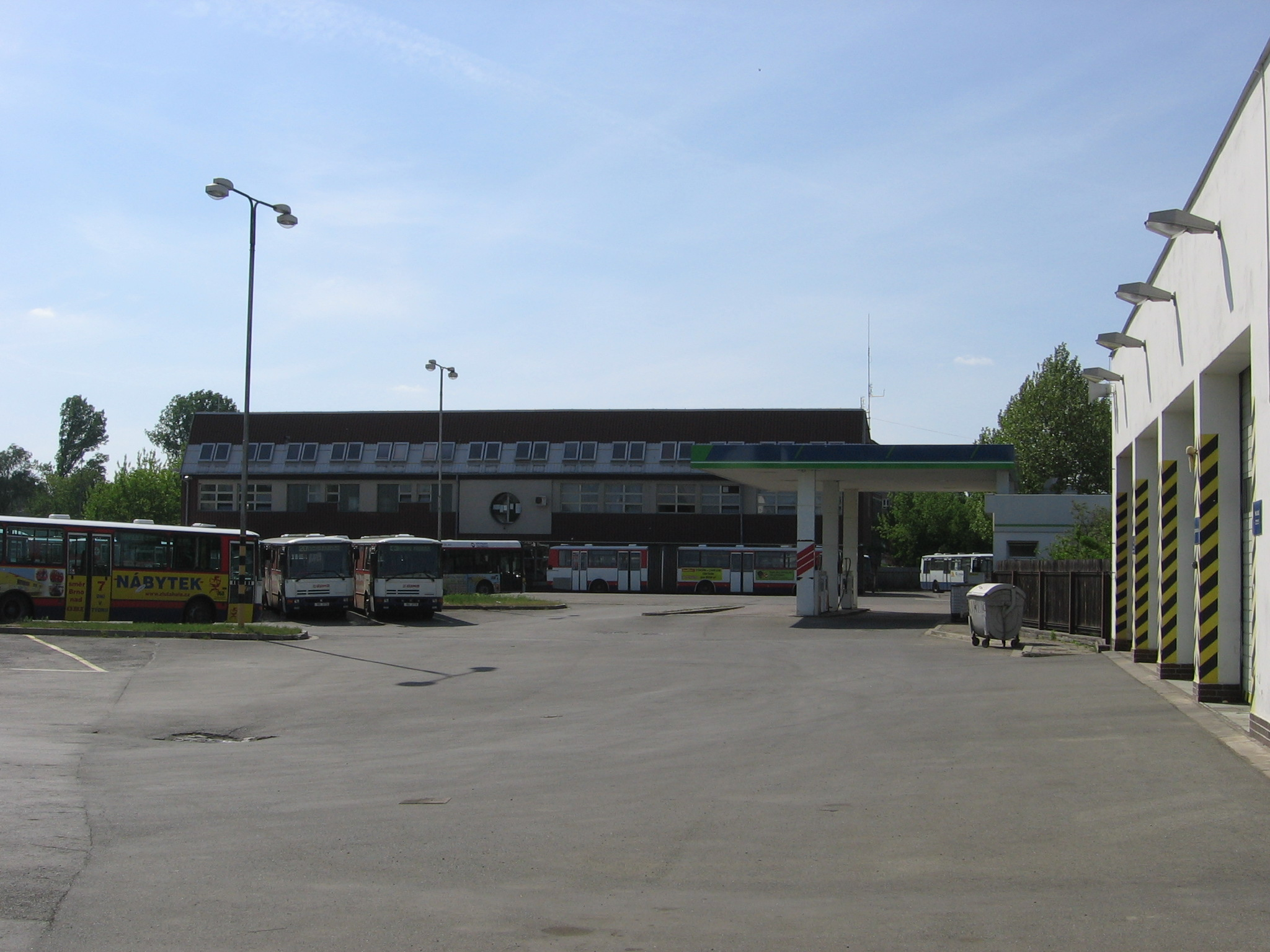
Areál autobusových garáží v Dolní hejčínské ulici

Odstavná plocha autobusů je umístěna na Dolní hejčínské ulici v Hejčíně, nedaleko centra města. Polohově je sice umístěna ideálně,[zdroj?] ale počet autobusů výrazně přesahuje maximální kapacitu.[zdroj?] Odstavná plocha je doplněna o objekty mycí linky, STK, diagnostiky, dílny lehké údržby apod. Problém ovšem představuje těžká údržba, jejíž pracoviště se nachází v objektu tramvajové vozovny na Koželužské ulici a limituje tak opravárenské možnosti obou trakcí. V současnosti se[kdo?] reálně uvažuje o přesunu autobusových garáží do areálu, kde by byla současně tramvajová vozovna.[zdroj?] Umístění tohoto areálu je vytipováno,[zdroj?] návrhy na realizaci jsou již zkompletovány,[zdroj?] pro stavbu se však nedostává finančních prostředků.[zdroj?]